# 范載
范載（Bruce Fanjoy，？年—）是一位來自加拿大自由黨的政客，在2025年加拿大聯邦大選中，他在卡爾頓選區擊敗了保守黨的黨魁博勵治，成為了代表該區的國會議員。

## 早年生活及職業生涯
范載分別從都侯斯大學及聖瑪麗大學獲得商學學士及工商管理碩士學位，並完成課程畢業。 在畢業後，范載加入了商界，並曾成為德勤的市場部總監。其後，范載將重心轉向家庭，淡出了商界，並增加了不同的義務工作。

## 政治生涯
在2025年加拿大聯邦大選中，范載擊敗了自2004年起就代表卡爾頓選區的保守黨黨魁博勵治，並成為了該區的國會議員。
該區的選舉亦被選舉改革團體 Longest Ballot Committee (最長選票委員會) 註冊了91位候選人。 

## 個人生活
范載在渥太華的Manotick社區居住。
此外，他也於妻子Donna育有兩名子女。